# 格哈特·威肯
格哈特·威肯（德語：Gerhard Weikum）是位于德国萨尔布吕肯的马克斯·普朗克计算机科学研究所的研究室主任（直到2007年8月，他还是该所的管理主任），在那里他领导着从事数据库与信息系统相关研究的团队。他目前的研究兴趣包括分布式信息系统，数据库性能优化与智能组织，数据库与信息检索集成，信息抽取和知识挖据（从Web和文本数据中自动构建大规模知识库），以及半结构化的信息搜索。他合作编著了一本系统得介绍事务处理系统的书籍， 并于2012年由于他在数据库领域的贡献获得了VLDB 10年贡献奖。他也是著名的YAGO知识库的创建人之一。
他还是马克斯·普朗克计算机科学国际研究学院的系主任。在这之前他任职于德国萨尔布吕肯的沙爾大学，瑞士的苏黎世联邦理工学院（ETH），以及美国得克萨斯州奥斯汀的MCC。他曾经作为访问学者工作于微软研究院（雷德蒙德）。他在德国的达姆施塔特工业大学获得了他的学士与博士学位。
他于2003年到2009年担任VLDB基金会的主席，该基金会组织每年一次的“大规模数据库国际会议”（VLDB）。他担任过各类期刊的主编，比如ACM Transactions on Database Systems 和Communications of the ACM，也担任过很多大会主席，像ACM SIGMOD, Data Engineering和CIDR。
在2005年，美国计算机协会授予格哈特·威肯计算机协会院士称号 ，这是计算机协会给予的最高荣誉。威肯被授予此项荣誉是因为自己在数据库和信息系统领域内卓越的研究成果，尤其是在推进大规模分布式信息系统的可靠性与性能方面做出了极大的贡献。他于2011年获得ACM SIGMOD贡献奖。

## 荣誉
- 美国计算机学会院士（ACM Fellow，世界计算机协会给予的最高荣誉）
- 德国计算机协会院士（Fellow of German Computer Society）
- Member of the (German) Academy of Sciences and Literature
- Member of the Academia Europaea
- Member of the German Academy of Science and Engineering (acatech)
- ACM SIGMOD Edgar F. Codd Innovations Award
- ACM SIGMOD Contributions Award
- Google Focused Research Award
- CIDR 2005 Timeless Idea Award
- VLDB 10-Year Award 2002
- ERC Synergy Grant (jointly with Michael Backes, Peter Druschel and Rupak Majumdar)